# Cabinet Zinn II
Land de Hesse
Zinn I Zinn III
Le cabinet Zinn II (en allemand : Kabinett Zinn II) est le gouvernement du Land de Hesse entre le 19 janvier 1955 et le 29 janvier 1959, durant la 3e législature du Landtag.

## Historique du mandat
Dirigé par le ministre-président social-démocrate sortant Georg August Zinn, ce gouvernement est constitué et soutenu par une coalition entre le Parti social-démocrate d'Allemagne (SPD) et la Fédération des réfugiés et des expulsés (BHE). Ensemble, ils disposent de 51 députés sur 96, soit 53,1 % des sièges du Landtag.
Il est formé à la suite des élections législatives régionales du 28 novembre 1954.
Il succède donc au premier cabinet de Zinn, constitué et soutenu par le seul SPD
Au cours du scrutin, le SPD enregistre un léger recul qui lui fait perdre sa solide majorité absolue. Contraint de trouver un allié, il se tourne vers le BHE, nouveau venu sur la scène politique régionale.
Georg August Zinn est investi ministre-président le 17 décembre et son gouvernement de cinq ministres est assermenté 33 jours plus tard.
Lors des élections de 1958, le SPD reste la première force politique régionale en remportant l'exacte moitié des sièges à pourvoir au Landtag. Zinn confirme sa coalition avec le BHE et constitue en janvier 1959 son troisième cabinet.

## Composition
- Les nouveaux ministres sont indiqués en gras, ceux ayant changé d'attributions en italique.

| Poste                                                                        | Ministre | Ministre                                              | Parti |
| ---------------------------------------------------------------------------- | -------- | ----------------------------------------------------- | ----- |
| Ministre-président Ministre de la Justice                                    |          | Georg August Zinn                                     | SPD   |
| Vice-ministre-président Ministre du Travail, de l'Économie et des Transports |          | Gotthard Franke                                       | BHE   |
| Ministre de l'Intérieur                                                      |          | Heinrich Schneider                                    | SPD   |
| Ministre des Finances                                                        |          | Heinrich Troeger (jusqu'au 26/09/1956) Wilhelm Conrad | SPD   |
| Ministre de l'Agriculture et des Forêts                                      |          | Gustav Hacker                                         | BHE   |
| Ministre de l'Instruction et de l'Éducation publique                         |          | Arno Hennig                                           | SPD   |